# Daïra de M'Chouneche
La daïra de M'Chouneche est une daïra d'Algérie située dans la wilaya de Biskra et dont le chef-lieu est la ville éponyme de M'Chouneche.

## Communes
La daïra est composée d'une seule commune : M'Chouneche.